# Октябрьський рудник
Октябрьський рудник – гірничодобувне підприємство у Башкортостані.
З метою забезпечення ресурсом Бурібаєвського гірничо-збагачувального комбінату (запаси його основного Бурібаєвського рудника швидко вичерпувались) в 1959-му почали розкривні роботи на кар’єрі розташованого дещо на схід мідно-колчеданного Маканського родовища. З 1967-го почались підземні роботи для освоєння ще одного рудного тіла, яке залягало на більшій глибині, а з 1970-го весь видобуток руди вели вже підземним способом.
В 1976-му почали спорудження шахти для розробки розташованого поруч Октябрьского родовища. При цьому у підсумку рудник був перейменований з Маканського на Октябрьський. Розкриття покладів Октябрського родовища провели за допомогою шахтних стовбурів «Експлуатаційний» глибиною 300 метрів та «Вентиляційний 2» глибиною 220 метрів, які дозволяли досягнути проектної потужності у 0,3 млн тон на рік.
В 1994-му на тлі краху планової економіки фактичний видобуток скоротився до 129 тисяч тон руди, а в 1997-му цей показник становив 151 тисячу тон.
У 2012-му почалось будівництво ствобуру «Південний», який мав надати доступ до Ново-Маканської та Південно-Маканської ділянок родовища та дозволяв збільшити річну потужність до 0,4 млн тон. «Південий» стовбур почав роботу в 2016-му. Первісно планувалось, що він матиме глибину 473 метра, а завершення розробки прийдеться на середину 2020-х. Втім, станом на 2023-й планували узятись за розробку горизонту 550 метрів, а строк експлуатації рудника визначали як 2033 рік. При цьому фактичний річний видобуток на руднику досягнув 414 тися тон. 
Видобуту руду відправляють на розташовану неподалік Бурібаєвську збагачувальну фабрику.
Наразі рудником володіє група Уральської гірничо-металургійної компанії.